# EC 1.4.7
La EC 1.4.7 è una sotto-sottoclasse della classificazione EC relativa agli enzimi. Si tratta di una sottoclasse delle ossidoreduttasi che include enzimi che utilizzano donatori di elettroni di tipo amminico e proteine con cluster ferro-zolfo come accettori.

## Enzimi appartenenti alla sotto-sottoclasse
| numero EC  | nome accettato                    |
| ---------- | --------------------------------- |
| EC 1.4.7.1 | glutammato sintasi (ferredossina) |